# Fondation Louis Vuitton
Die Stiftung Louis Vuitton (französisch Fondation d’entreprise Louis Vuitton) ist ein 2014 eröffnetes Privatmuseum in Paris. Es entstand auf Initiative von Bernard Arnault, dem Vorstandsvorsitzenden des französischen Luxusartikelkonzerns Moët Hennessy Louis Vuitton (LVMH). Gezeigt werden in dem von Frank Gehry geplanten und gebauten Museumsgebäude meist Werke des 20. Jahrhunderts. Das Gebäude liegt am Rande des Jardin d’Acclimatation, nahezu unmittelbar an der Grenze zur Gemeinde Neuilly-sur-Seine.

## Geschichte
Nachdem die Stiftung im Oktober 2006 gegründet wurde und im August 2007 für das Museumsgebäude die städtische Baugenehmigung vorlag, begannen im März 2008 die Bauarbeiten. Die ursprüngliche Eröffnung war bereits für 2009 geplant.  Der letzte Stein wurde am 18. Dezember 2013 verlegt, die Eröffnung fand am 27. Oktober 2014 statt. Sein Originalname ist Le vaisseau de verre – deutsch: Das Glasschiff. In 50 Jahren soll es in den Besitz der Stadt übergehen.
Als Kuratorin wurde Suzanne Pagé verpflichtet, die zuvor lange Zeit das Pariser Museum für Moderne Kunst leitete. Die Stiftung zeigt unter anderem Werke von Ellsworth Kelly, Thomas Schütte, Andy Warhol, Andreas Gursky, Isa Genzken, Olafur Eliasson, Wolfgang Tillmans, Gerhard Richter, Jean-Michel Basquiat, Gilbert & George und Jeff Koons.

## Gebäude

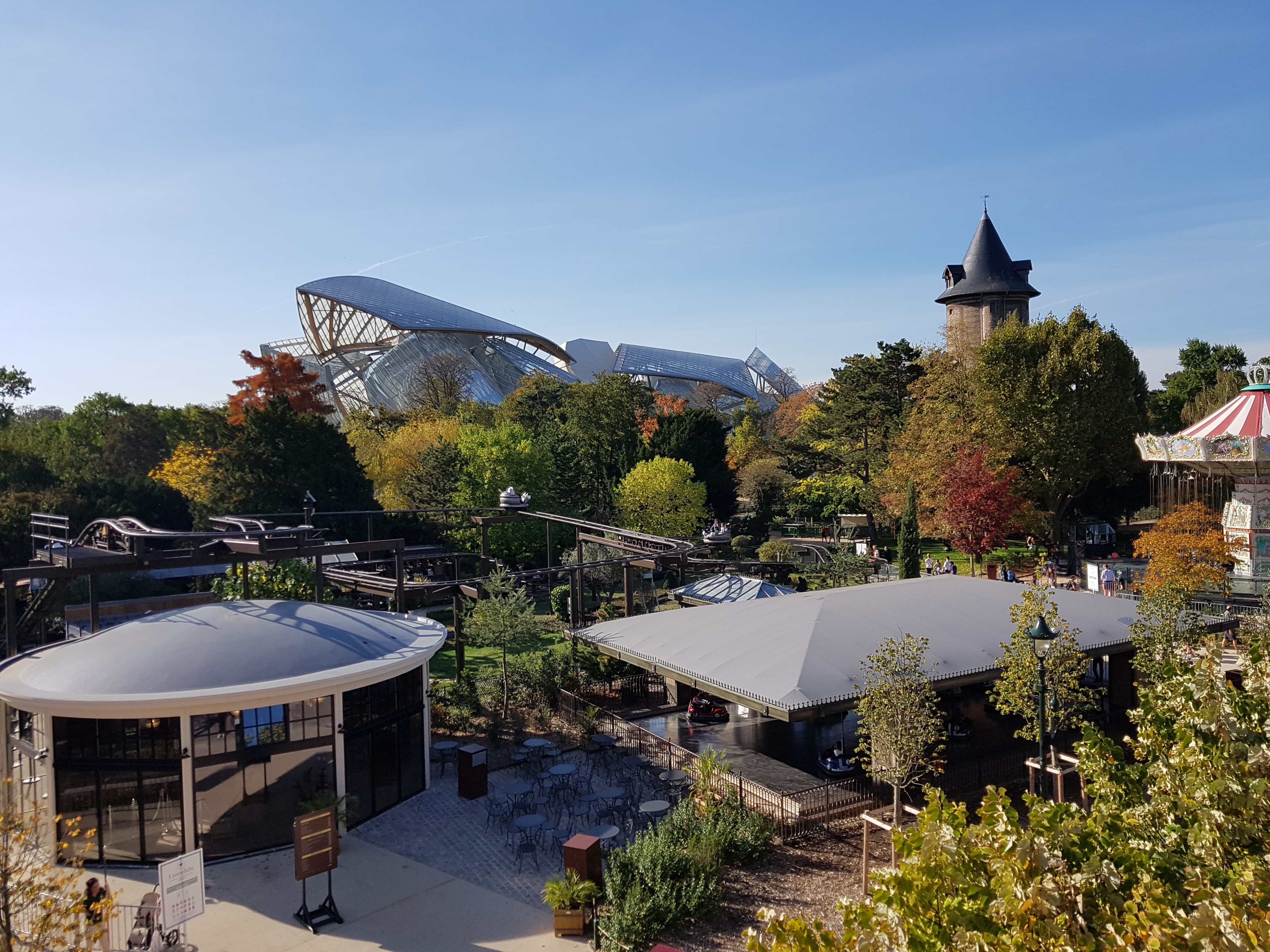
Blick auf das Gebäude vom Jardin d’Acclimatation

Der Fassade sind zwölf Elemente aus Stahl, Holz und Glas vorgelagert, die Schiffssegeln ähneln – der amerikanische Architekt Frank Gehry nennt das nach seinen Plänen errichtete Gebäude „Glaswolke“ mit 19 weißen, unterschiedlichen Raumblöcken. 
Es gibt elf Galerien auf 11.000 Quadratmetern, ein Auditorium mit 400 Plätzen, mehrere Terrassen mit Blick über Paris und einen Wasserfall im Außenbereich. Der Lichteinfall erfolgt durch nach oben gerichtete und verkleidete Kamine, deren Scheiben das Sonnenlicht brechen und nicht direkt in die Räume leitet. Die minimal beweglich aufgehängten Glasdächer nehmen das Material des Grand Palais auf. Die Baukosten werden mit 100 Millionen Euro angegeben.

## Lage
Das Gebäude befindet sich im Bois de Boulogne in der Avenue du Mahatma Gandhi Nr. 8 im 16. Arrondissement nahe der U-Bahn-Station Les Sablons (in Neuilly-sur-Seine) der Métro Paris. Es ist eine Nachfolgeüberbauung der einstöckigen Bowlingbahn. Dadurch konnte das dort bestehende Bauverbot umgangen werden.

## Film
- arte fr, Richard Copans: Das Glasschiff von Frank Gehry, in der Reihe Architectures, Staffel 9, Paris, Frankreich, 2014, 30 Min. (Bauwerksdokumentation mit Plänen und zahlreichen Animationen der Verbindungen der verschiedenen Materialien)